# Зенкіно (Новосибірська область)
Зенкіно (рос. Зенкино) — присілок у Чановському районі Новосибірської області Російської Федерації.
Входить до складу муніципального утворення Таганська сільрада. Населення становить 149 осіб (2010).

## Історія
Згідно із законом від 2 червня 2004 року органом місцевого самоврядування є Таганська сільрада.

## Населення
| 2002 | 2007 | 2010 |
| ---- | ---- | ---- |
| 186  | ↘161 | ↘149 |